# Кірсті Стубо
Кірсті Стубо(26 травня 1975, Норвегія) — норвезька акторка театру та кіно.
Закінчила Норвезьку національну академію театру.

## Вибіркова фільмографія
- Більшість людей проживає у Китаї  (2002)
- Опіум (2007)